# No hay ateos en las trincheras
No hay ateos en las trincheras es un aforismo empleado para argumentar que en casos de miedo extremo o estrés extremo, como en una guerra por ejemplo, la mayoría de las personas tienden a creer en la existencia de un ser superior. Este fenómeno se intenta explicar debido a que la necesidad impetuosa de un protector puede nublar las convicciones o los raciocinios más fuertes, pero no ha existido ninguna evidencia que suponga que esto es cierto. Se desconoce con precisión el origen de la frase. Varias fuentes dan crédito al teniente coronel William J. Clear, al teniente coronel William Casey y al periodista Ernie Pyle.
La frase se emplea en la película norteamericana Wake Island, en su edición del año 1942. La misma frase aparece en uno de los capítulos de la serie televisiva satírica con la guerra de Vietnam M*A*S*H durante el comienzo del tercer episodio, "The General Flipped at Dawn."

## Contraejemplos notables
Un buen número de personas en la historia han sido veteranos de combate y ateos.
- El piloto de combate y miembro del Salón de la Fama Ted Williams era ateo.[6][7]

- Pat Tillman, jugador de la NFL y soldado no era religioso según Richard Tillman, su hermano.[8] El ateísmo de Tillman también se confirmó en un documental sobre su vida.[9]

- En su libro de 1988, "Intellectuals," el escritor Paul Johnson establece que el veterano de la Primera Guerra Mundial Ernest Hemingway[10] "no solo no creía en dios sino que veía la religión como una amenaza a la felicidad humana"[11]

- Philip K. Paulson fue un veterano de combate en Vietnam, ateo y conocido por enviar a juicio al ayuntamiento de San Diego por no retirar una cruz cristiana en un suelo público (Véase: Mount Soledad cross controversy)[12]

- También la Asociación de militares ateos y librepensadores se opone al uso de esta frase, de hecho han adoptado el eslogan "Ateos en las trincheras" para enfatizar que la frase original es una frase hecha y no un hecho estadístico. Las convicciones religiosas del personal del ejército de Estados Unidos son similares, aunque ligeramente menos religiosas, a las de la media de la población estadounidense.[13] Esta organización mantiene una lista de más de 200 miembros que han elegido hacer público su servicio por su país y como hay personas ateas en trincheras, barcos y aviones.[14]

- Joe Simpson, autor del libro Touching The Void, nombra explícitamente el tema de los soldados ateos en la adaptación cinematográfica de su ascenso casi fatal a la montaña "Siula Grande". Refiriéndose al momento en que estaba en el fondo de una grieta profunda, deshidratado, solo y con una pierna rota, afirma:

I was totally convinced I was on my own, that no one was coming to get me. I was brought up as a devout  catholic. I'd long since stopped believing in God. I always wondered if things really hit the fan, whether I would, under pressure, turn round and say a few Hail Marys and say 'Get me out of here'. It never once occurred to me. It meant that I really don't believe and I really do think that when you die, you die, that's it, there's no afterlife.

Estaba totalmente convencido de que me encontraba solo, que nadie iba a venir a buscarme. En mi infancia fui criado como un católico devoto. Hace mucho tiempo había dejado de creer en Dios. Siempre me cuestionaba si es que al verme en una situación difícil, bajo presión, cambiaría mi forma de pensar y me pondría a decir unas cuantas avemarías y 'Sácame de aquí'. Pero nunca se me ocurrió recurrir a aquello. Quería decir que realmente no soy creyente, y que cuando te mueres, te mueres, todo se acaba, no hay vida después de la muerte.

- James Morrow dice textualmente: La frase "No hay ateos en las trincheras" no es un argumento contra los ateos, sino contra las trincheras.[16]

### Monumento
La Freedom From Religion Foundation, en Madison (Wisconsin), donde tiene la sede central, ha erigido un monumento a los Ateos en las trincheras mostrando así su rechazo al proverbio. En el monumento puede leerse:

En memoria de los ateos en las trincheras y los incontables librepensadores que han servido a este país con honor y distinción.
Monumento erigido por la Freedom From Religion Foundation, con la esperanza de que en el futuro la humanidad pueda aprender a evitar las guerras.
In memory of ATHEISTS IN FOXHOLES and the countless FREETHINKERS who have served this country with honor and distinction.
Presented by the national Freedom From Religion Foundation with hope that in the future humankind may learn to avoid all war.